# 沙州衛
沙州衛（さしゅうえい）は、河西回廊に明朝が設置した羈縻衛所の一つで、現在の中華人民共和国甘粛省酒泉市敦煌市に設置されていた。名目上こそ明朝の統治下にある衛所の一つであるが、実態は元代から続くチャガタイ系西寧王家を戴くモンゴル系国家であった。

## 概要

### 起源
沙州衛を統治する王家は、チャガタイの子孫であるチュベイの息子のブヤン・ダシュとスレイマン父子を始祖とすると推測されている。チュベイには10人以上の多くの息子がおり、チュベイ王家そのものはノム・クリが後を継いだものの、息子の一人のブヤン・ダシュは独自の王家を形成した。ブヤン・ダシュの死後は一時弟のトクタミシュが王家を支配し「西寧王」の称号を得たが、トクタミシュが死ぬとブヤン・ダシュの息子のスレイマンがその後を継ぎ、以後「西寧王」はスレイマンの子孫から輩出されるようになった。スレイマン家の足跡は『元史』には断片的にしか記録されていないものの、「莫高窟造象記」や「重修皇慶寺記」といった碑文にはスレイマン家の家族構成が記され、この家系図はティムール朝で編纂された『高貴系譜』とほぼ一致する。
碑文や『元史』によるとスレイマンから西寧王位を受け継いだのはヤガン・シャーであるが、至正13年（1353年）以後西寧王家に関わる記述はなくなりどのような足跡を辿ったかは不明である。しかし、明朝が大元ウルスを北方に駆逐した後、洪武24年（1391年）に沙州より明朝に使者を派遣したエルケシリ（阿魯哥失里）は『高貴系譜』でヤガン・シャー(Yaghān šāh)の弟のスルタン・シャー(Sulṭān šāh)の息子のアルーカシーリー(Alūka šīrī)と同一人物と推測されており、スレイマン西寧王家による沙州支配は元-明代を通じて連続していた。

### 沙州衛史
永楽3年（1405年）、沙州の頭目コンジライ（困即来）・バイジュ（買住）が明朝に投降してきたため、永楽帝は命じて沙州衛を設置し、頭目を指揮使に任じた。永楽5年には買住の配下である赤納が明朝に来帰し、指揮僉事に任ぜられた。しかし、永楽帝はこれでは官位の上では赤納が買住の上に立ってしまうことになり、買住は不平を抱くであろうと考え、買住を昇進させて指揮同知とし、今後官職を授ける際にはよく事情を見極めて行えと布告した。
永楽8年（1410年）、カラマヤ（哈剌馬牙）が明朝に反逆すると、沙州衛指揮のコンジライ（困即来）は千戸のケフテイ（可台）らを一千余りの兵とともに派遣し、哈剌馬牙討伐に功績を挙げた。三カ月後にはこの功績を評価され、コンジライ（困即来）が都指揮僉事に、指揮同知ドルジ（朶児只）・チャガン・ブカ（察罕不花）が指揮僉事に、李答児卜顔哥が指揮同知にそれぞれ昇進となり、千戸・百戸・鎮撫の役職にあるウルス（兀魯思）ら17人も皆1階級昇進となった。この時共闘し、同じく官職の昇進を受けた赤斤蒙古衛のタルニ（塔力尼）とは翌年一緒に明朝に使者を派遣し、下賜を受けている。永楽22年（1424年）にはオイラトの賢義王タイピンが派遣した使者を護送した功績によって沙州衛都指揮コンジライ（困即来）は綵幣・表裏を与えられた。

## 沙州地方統治者

### スレイマン西寧王家
1. ブヤン・ダシュ（Buyan Daš,Būyān tāš بویان تاش）…豳王チュベイの息子
2. 西寧王クタトミシュ（Qutatmiš,豳王忽塔忒迷失/Qutātmīš قتاتمیش）…豳王チュベイの息子で、ブヤン・ダシュの弟
3. 西寧王スレイマン（Sulaiman,西寧王速来蛮/Sulaymān سلیمان）…ブヤン・ダシュの息子
4. 西寧王ヤガン・シャー（Yaγan Šah,牙罕沙西寧王/Yaghān šāh یغان شاه）…西寧王スレイマンの息子
5. 王子エルケシリ（Erkeširi,王子阿魯哥失里/Alūka šīrī الوکه شیری）…西寧王ヤガン・シャーの弟スルタン・シャーの息子

### 沙州衛統治者
1. 王子エルケシリ（Erkeširi,王子阿魯哥失里/Alūka šīrī الوکه شیری）